# Neoarius coatesi
Neoarius coatesi (лат.) — вид лучепёрых рыб из семейства ариевых. Впервые вид описала Патрисия Дж. Кайлола в 1990 году, первоначально в составе рода Arius. Это эндемик Папуа-Новой Гвинеи, известный только в бассейнах рек Сепик и Раму. Длина тела рыбы может достигать 75 см, обычно не превышает 45 см. Максимальная масса составляет 5 кг.
Neoarius coatesi питается креветками, водными насекомыми, червями, детритом, корой, семенами, рыбами (в частности вид Ophieleotris aporos). Нерест этого вида зарегистрирован в течение всего года.